# 田上站 (長野縣)
田上站（日语：／ Tagami eki */?）是位於長野縣中野市田上，長野電鐵的河東線（木島線）車站（廢站）。在2002年（平成14年）3月31日，隨著河東線部分區間廢線，此站也被廢除。

## 歷史
- 1926年（大正15年）3月1日 - 車站啟用[1][2]。
- 1968年（昭和43年）4月1日 - 成為無人車站。
- 2002年（平成14年）3月31日 - 隨著河東線部分區間廢線，此站被廢除[1]。

## 車站構造
截至車站廢除前，車站是一座地面車站，設有1面1線的單式月台。此站是無人車站。在成為無人車站後，此站設有簡單候車室。

## 相鄰車站
長野電鐵
河東線
柳澤－田上－信濃安田

## 注腳
1. 1 2 3 4 5 6  信濃毎日新聞社出版部. . 信濃毎日新聞社. 2011-07-24: 290. ISBN 9784784071647 （日语）.
2. ↑  「地方鉄道駅設置」《官報》1926年3月6日（國立國會圖書館數碼化資料）